# Doddington (Cheshire)
 (juillet 2018).
Si vous disposez d'ouvrages ou d'articles de référence ou si vous connaissez des sites web de qualité traitant du thème abordé ici, merci de compléter l'article en donnant les références utiles à sa vérifiabilité et en les liant à la section « Notes et références ».
Pour les articles homonymes, voir Doddington.
Doddington est un village et une paroisse civile du Cheshire, en Angleterre. Elle se trouve au nord-est d'Audlem et au sud de Crewe. Administrativement, il relève de l'autorité unitaire de Cheshire East.
Les villages voisins sont Blakenhall, Bridgemere, Checkley cum Wrinehill, Hatherton, Walgherton et Wybunbury. La A51 traverse la paroisse civile du nord au sud. Doddington comptait un peu moins de 50 habitants en 2001.